# Charles Russell (3e baronnet)
Pour les articles homonymes, voir Charles Russell et Russell.
Charles Russell (22 juin 1826 – 13 avril 1883, Swallowfield, Berkshire), 3e baronnet, est un officier d'armée et un parlementaire britannique. 

## Biographie
Il est le fils d'Henry Russell (1783-1852), 2e baronnet, résident britannique de l'État princier autonome de Hyderabad, et de Marie Clotilde Mottet de la Fontaine († 1872). En 1852, il hérite des possessions paternelles de Swallowfield Park, dans le Berkshire, et du titre familial de baronnet. 
Charles fait des études à Eton. En 1847, il est commissionné aspirant dans le 35e Régiment à Pied (35th Regiment of Foot). Il obtient le grade de lieutenant en 1846, et sert à l’île Maurice. Il rejoint les Grenadiers de la Garde en 1847, et devient « lieutenant et capitaine » en 1853.
En 1854, il fait la guerre de Crimée, dans le 3e bataillon des Grenadiers de la Garde. Il est présent à la bataille de l'Alma et participe aux divers combats durant le siège de Sébastopol. Durant la dernière partie de cette période, il est devenu assistant député Quartermaster general pour la 1re division. Fin 1855, il reçoit le brevet de major. En 1857, il est l'un des premiers récipiendaires de la Victoria Cross, obtenue pour bravoure lors de la bataille d'Inkerman (1854). Il est aussi fait chevalier de la Légion d'honneur, et chevalier de l'ordre du Médjidié. 
Il est promu au grade de « capitaine et lieutenant-colonel » en 1858 et prend sa retraite de l'armée en 1868. Il est ensuite Deputy Lieutenant pour le Berkshire, membre du Parlement conservateur pour le Berkshire de juillet 1865 à novembre 1868, et pour Westminster de 1874 à 1882.
Il meurt célibataire le 14 avril 1883 et est enterré dans le caveau familial à All Saints' Church, à Swallowfield. Son frère, Sir George Russell de Swallowfield, lui succède.